# 若松茂樹
若松 茂樹（わかまつ しげき、1954年 - ）は、広島県出身の元アマチュア野球選手である。ポジションは内野手（三塁手）。

## 来歴・人物
広島商業高では外野手、三塁手として活躍。1970年秋季中国大会に進むが、2回戦で岩国高に敗れる。同年12月には広島県高校選抜の一員としてフィリピン遠征に参加。翌1971年には夏の甲子園広島県予選準決勝に進むが、広陵高に敗退。甲子園への出場を果たすことができなかった。高校同期に二宮至、荒谷稔（三菱重工広島）両外野手がいる。同年のドラフト会議で広島から10位指名されたが入団を拒否。
東洋大学に進学。東都大学野球リーグでは1年上の松沼博久、市村則紀両投手を擁し三塁手として活躍。しかし駒大、中大に阻まれてリーグ初優勝には届かず、1973年秋季リーグから4季連続で2位に甘んじる。1975年には第11回アジア野球選手権大会日本代表となり、同年秋季リーグではベストナイン（三塁手）に選出された。
卒業後は三菱重工広島に入社。1979年の都市対抗にチーム初出場。準決勝では逆転適時打を放ち日本楽器を降す。決勝では熊谷組に9回逆転勝ち、初優勝を飾った。同大会の優秀選手賞を獲得、同年の社会人ベストナイン（三塁手）に選出された。1982年の都市対抗は日本鋼管福山に補強され3試合連続本塁打、決勝でも本塁打を放つが住友金属に敗退。同大会の優秀選手賞を獲得。1988年の都市対抗ではNTT中国の補強選手として出場、10年連続出場選手として表彰された。
現役引退後は三菱重工広島監督として1996年の都市対抗で準優勝と健闘。2014年からは広島商業高校で監督を務めた。